# Кряжове
Кряжо́ве — село в Україні, в Криворізькому районі Дніпропетровської області. Входить до складу Гречаноподівської сільської громади. Населення — 143 мешканці.

## Географія
Село Кряжове знаходиться на відстані 1,5 км від сіл Красний Під, Водяне та Подове. Навколо села багато іригаційних каналів. Поруч проходить автомобільна дорога Т 0411.

## Історія
Під час організованого радянською владою Голодомору 1932—1933 років померло щонайменше 2 жителі села.
До 2016 року орган місцевого самоврядування — Степова сільська рада.

## Населення

### Мова
Розподіл населення за рідною мовою за даними перепису 2001 року:
| Мова            | Відсоток |
| --------------- | -------- |
| українська      | 95,1 %   |
| російська       | 2,1 %    |
| молдовська      | 1,4 %    |
| інші/не вказали | 1,4 %    |

## Інтернет-посилання
- Погода в селі Кряжове [Архівовано 7 червня 2016 у Wayback Machine.]